# 33892 Meligingrich
33892 Meligingrich è un asteroide della fascia principale. Scoperto nel 2000, presenta un'orbita caratterizzata da un semiasse maggiore pari a 2,8011062 au e da un'eccentricità di 0,1393996, inclinata di 8,37308° rispetto all'eclittica.